# Appiano di Cesarea marittima
Appiano di Cesarea Marittima, in latino Appianus o più spesso Amphianus (Licia, III secolo – Cesarea marittima, 306), fu un martire cristiano, venerato come santo dalle Chiese cristiane che ammettono il culto dei santi.

## Biografia
Appiano, fratello di sant'Edesio, nacque in Licia. Conseguì gli studi presso una delle più rinomate scuole di Beirut del tempo, dove studia retorica, diritto e filosofia. Qui si convertì al Cristianesimo. Tornato a casa dopo aver completato gli studi, mal sopporta l'idolatria dei genitori. Così, si ritirò a Cesarea, in Palestina. Divenne un discepolo di Panfilo, insegnante delle Scritture.
Lo storico Eusebio di Cesarea, contemporaneo del santo, racconta che, senza dire niente a nessuno, Appiano entrò  nel tempio a Cesarea Marittima, dove il prefetto Urbano offriva sacrificio agli idoli. Il religioso lo rimproverò per il suo crimine di idolatria. Appiano venne così picchiato, arrestato e rinchiuso in una prigione. Durante il processo, egli insistette: "Confesso Cristo l'unico Dio, e lo stesso Dio con il Padre."
Il giudice ordinò che fosse gettato in mare. Ad Appiano vennero avvolti ai piedi dei panni di lino intinti nell'olio e dati alle fiamme. Infine gli legarono delle pietre ai piedi e lo gettarono in mare. Eusebio, testimone oculare, dichiara che contemporaneamente all'evento un terremoto scosse la città, e il mare rigettò sulla riva il cadavere del santo. Eusebio scrisse che era come se il mare non fosse in grado di sopportare il corpo del martire : così tutti gli abitanti furono testimoni di questo prodigio, offrendo gloria al Dio dei cristiani e confessando ad alta voce il nome di Gesù Cristo.

## Culto
Secondo il Martirologio Romano il giorno dedicato al santo è il 2 aprile:
(Martirologio Romano)